# Markéta Sluková
Markéta Sluková (ur. 28 czerwca 1988 w Pradze) – czeska siatkarka plażowa, uczestniczka Letnich Igrzysk Olimpijskich w 2012.

## Kariera
Markéta uczyła się w gimnazjum sportowym Přípotoční w Pradze i grała w siatkówkę dla drużyny PVK Olymp Praga. Od 2008 roku gra w siatkówkę plażową w pełni profesjonalnie. W 2011 roku została mistrzynią Czech w siatkówce plażowej.
W 2012 roku Reprezentowała Czechy na Letnich Igrzyskach Olimpijskich w Londynie w parze z Kristýną Kolocovą. Po zwycięstwach nad reprezentantkami Austrii i Australii oraz porażce z Amerykankami wyszły z grupy. W 1/8 finału pokonały szwajcarską parę Simone Kuhn–Nadine Zumkehr. Zakończyły rywalizację w ćwierćfinale po porażce z amerykankami Jennifer Kessy i April Ross.
Od sierpnia 2015 roku gra w parze z Barborą Hermannovą. Obecnie studiuje zarządzanie sportowe na Uniwersytecie Metropolitalnym w Pradze.
Jej narzeczonym i trenerem jest Austriak Simon Nausch.